# Ricardo de la Vega
Ricardo de la Vega, född 1839 i Madrid, död där den 22 juni 1910, var en spansk författare. Han var son till Ventura de la Vega.
de la Vega odlade nästan uteslutande género chico, företrädesvis zarzuelan och den moderna saineten, på vilka områden han vann stor popularitet genom flytande versifikation. De flesta av hans arbeten uppfördes också gång på gång på de spanska operettscenerna, vartill musiken till stor del bidrog. Bland de främsta anses La verbena de la Paloma, Los baños del Manzanares, La canción de la Lola, La abuela, Pepa la frescachona ó El colegial desenvuelto, La viuda del interfecto, El tercer aniversario ó la viuda de Napoleón, El marqués de Carravaca och A casarse tocan. Antalet av de la Vegas arbeten är även för spanska förhållanden synnerligen stort.